# Micromurexia habbema
Micromurexia habbema là một loài động vật có vú trong họ Dasyuridae, bộ Dasyuromorphia. Loài này được Tate & Archbold mô tả năm 1941.